# Campeonato Europeo de Balonmano Femenino de 2030
El XIX Campeonato Europeo de Balonmano Femenino se celebrará en el año 2030 bajo la organización de la Federación Europea de Balonmano (EHF). Las federaciones de balonmano de Montenegro, Serbia, Suiza y Turquía han aplicado su candidatura para la realización del evento.